# Orange City, Florida
Orange City är en stad (city) i Volusia County, i delstaten Florida, USA. Enligt United States Census Bureau har staden en folkmängd på 10 724 invånare (2011) och en landarea på 18,3 km².